# Lois barbares

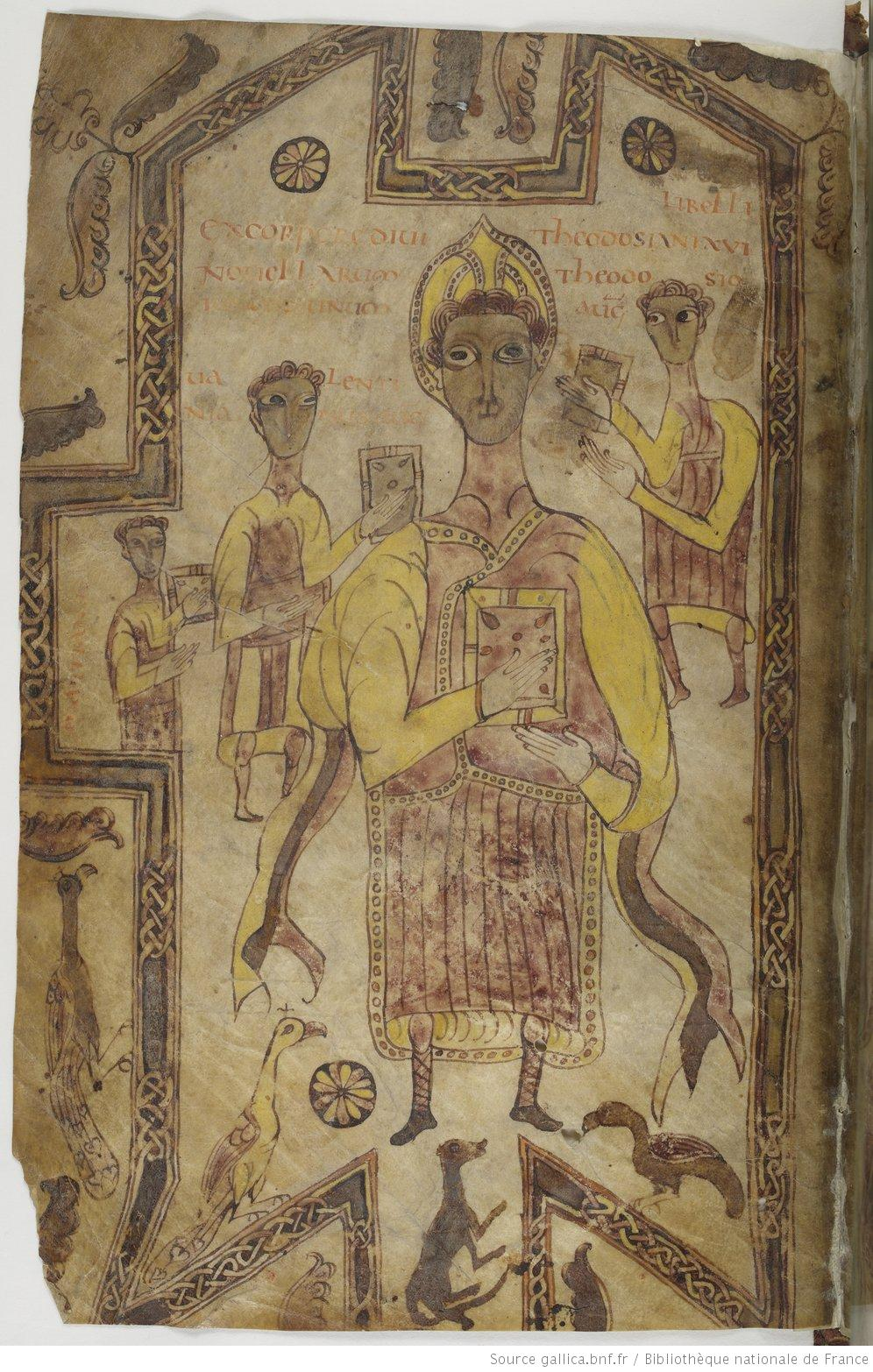
Un manuscrit du bréviaire d'Alaric (506).

Les lois barbares, ou leges barbarorum, sont un ensemble épars de compilations de règles datant du haut Moyen Âge. Elles sont rédigées à la suite des grandes invasions dans les royaumes dits barbares.

## Historiographie
Les compilations légales du haut Moyen Âge ont surtout intéressé les historiens allemands du XIXe siècle romantique, adeptes de la germanistique juridique. Beaucoup de leurs idées sur ces lois sont aujourd'hui discréditées par les avancées de la recherche historique. Notamment, les chercheurs du XXIe siècle pensent que ces lois n'étaient pas appliquées en fonction d'un statut ethnique des personnes, comme cela avait été avancé. Par ailleurs, l'opposition entre droit romain et droit barbare est remise en cause parce que les lois dites barbares sont en fait dans un rapport complexe avec le droit romain dont leurs rédacteurs s'inspirent souvent.
L'histoire des lois dites barbares est souvent âprement disputée sur l'arrière-fond de considérations nationalistes. En effet, depuis le XIXe siècle, les historiens du droit partent du présupposé que toute loi est essentiellement une émanation d'un soi-disant esprit du peuple fondant l'unité politique.

## Applications
Depuis le Saint-Empire romain germanique, les lettrés ont effectué une fusion des codes de droit primitif issus des peuples ayant envahi l'espace de culture latine, et le droit romano-canonique. Cette fusion constitue la base du ius commune et de là du droit occidental moderne dans ses conceptions. 
Dans la mesure où les Saliens légifèrent également sur la problématique de la faide et du wergeld (compensation monétaire empêchant la vengeance, principe des peuples germaniques), ces opérations valent également comme base du droit du royaume de France.
Charlemagne aurait opéré une telle synthèse à partir des codes issus des francs mérovingiens, modernisant la structure de son empire, mais cette hypothèse est remise en question par Thomas Faulkner selon lequel les compilations retrouvées n'auraient pas été rédigées de manière centralisée ni utilisées comme des décrets d'autorité royale.
Cette opération fut réalisée par l'ensemble des peuples germaniques placés au contact de la civilisation romaine, tels les Wisigoths d'Hispanie avec, à titre d'exemple, le bréviaire d'Alaric.

## Premiers royaumes
Une dizaine de textes de lois sont parvenus jusqu'à aujourd'hui et sont rassemblés dans la catégorie des lois barbares.
| Royaume                  | Désignation du code | Promulgation | Domaine d'application                          |
| ------------------------ | ------------------- | ------------ | ---------------------------------------------- |
| Royaumes francs          | Pactus legis salicæ | Années 490   | Wergeld, puis loi successorale                 |
| Royaume burgonde         | Lex gundobada       | 501-502      | Synthèse des droits romain et burgonde         |
| Royaume wisigoth (Euric) | Codex Euricianus    | 476          | fixe par écrit le droit coutumier wisigothique |
| Royaume wisigoth         | bréviaire d'Alaric  | 506          | interprétation du Code de Théodose             |
| Royaume wisigoth         | Liber Iudiciorum    | 654          | remplace le bréviaire d'Alaric                 |
| Royaume lombard          | Leges langobardorum | 643          | loi successorale                               |